# Juan Valverde de Amusco
Juan Valverde de Amusco (Amusco, ca. 1525 - Roma, ca. 1588). Metge i anatomista espanyol del segle xvi.

## Biografia
Naix al poble d'Amusco, pertanyent a la diòcesi de Palència. Estudia Humanitats i Filosofia, possiblement a la universitat de Valladolid. Després es trasllada a la universitat de Pàdua, abans de 1542, on assisteix a lliçons d'anatomia i cirurgia impartides per Andreas Vesal i Matteo Realdo Colombo, i es converteix en un deixeble de Realdo Colombo, amb qui participa en nombroses disseccions anatòmiques. Segueix col·laborant amb Realdo Colombo quan aquest es trasllada a Pisa, entre 1543 i 1548, i després, en Roma.

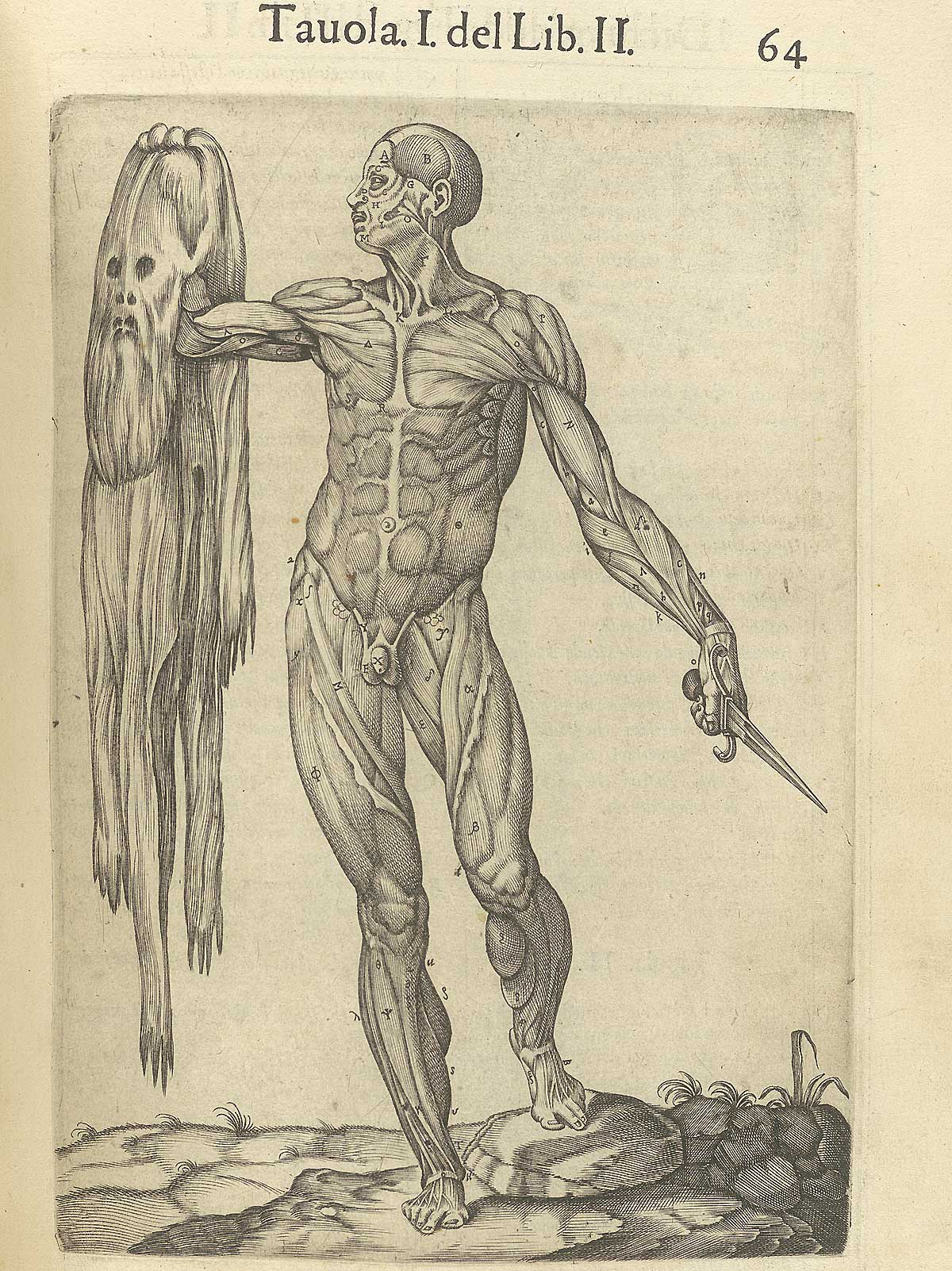

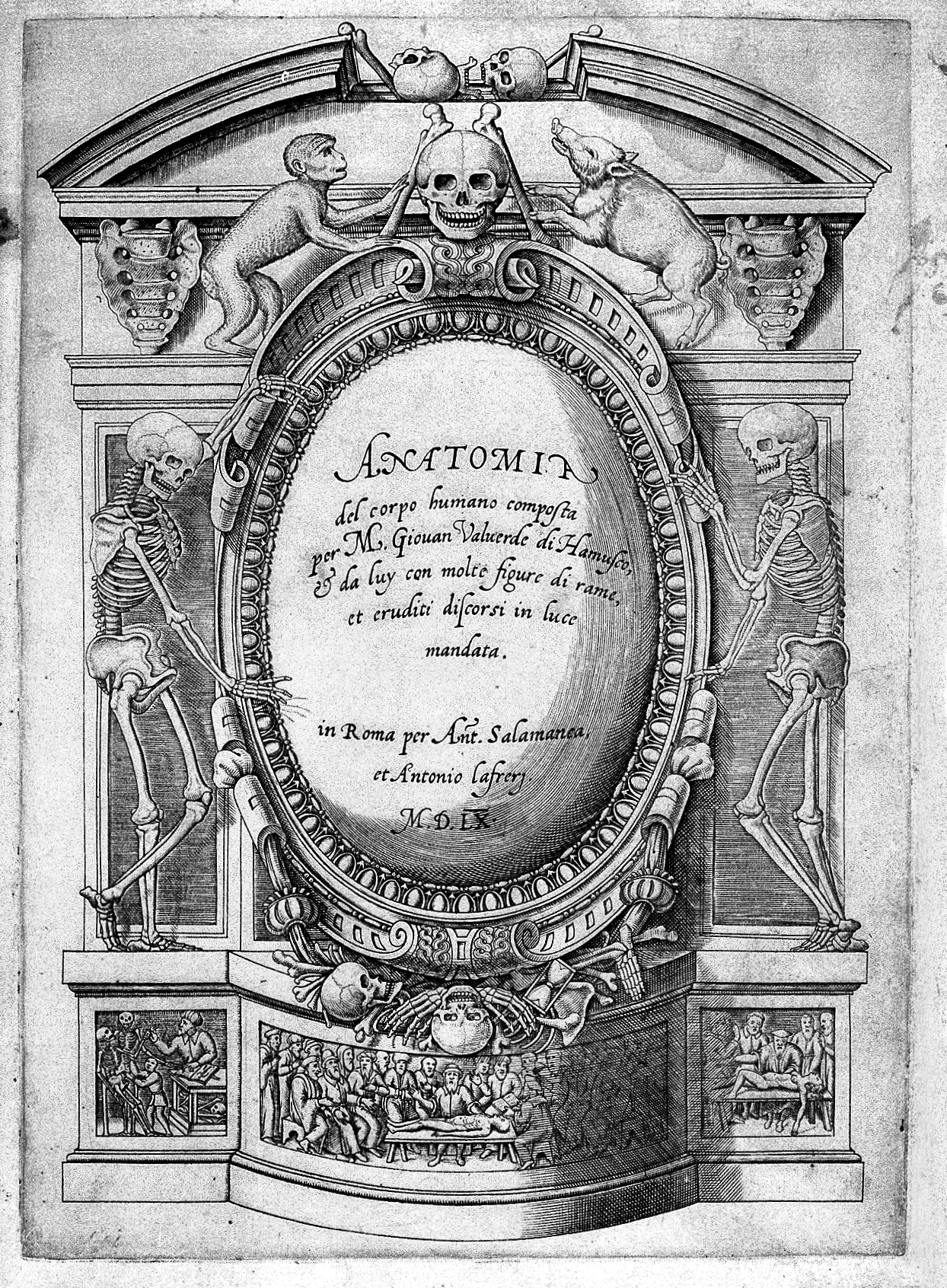

En Roma estant, continua els seus estudis anatòmics, i així, junt al seu mestre Realdo Colombo, realitza en 1550 la dissecció del cardenal Innocenci Cybo. Entre les relacions més primerenques amb erudits espanyols residents a Roma se situa la figura del metge i epigrafista Luis de Lucena, mort en 1552. Eixe mateix any publica un tractat d'higiene, De animi et corporis sanitate tuenda libellus, patrocinat pel cardenal Girolamo Verallo, a qui dedica el llibre.
Abans de 1554 és nomenat metge personal del cardenal Juan Alvárez de Toledo, arquebisbe de Santiago de Compostel·la; entra en el cercle de patrocinats del cardenal, junt al metge i astrònom Juan Aguilera, i els pintors Pedro de Rubiales i Gaspar Becerra; i amb l'ajut del seu patró, a qui li dedica l'obra, edita en 1556 el seu tractat d'anatomia, la Historia de la composición del cuerpo humano. El cardenal Alvárez de Toledo, patrocinant l'obra, esperava augmentar el prestigi nacional i exaltar el pes cultural d'Espanya, i a més a més, posar a l'abast de la medicina espanyola un tractat anatòmic modern en castellà.
En 1555 era metge i ensenyava medicina a l'Ospedale dei Santo Spiritu, institució vinculada a la universitat, i pareix probable que en aquest hospital Realdo Colombo i Valverde col·laboraren en l'ensenyament de l'anatomia.
Poc després de la mort del cardenal Alvárez de Toledo, a finals de 1557 viatja a Brussel·les per entregar unes cartes de Cosme de Mèdici, duc de Florència, a Felip II. En 1559, veient l'interès pel seu tractat d'anatomia i per desmentir les acusacions de plagi respecte de l'obra de Vesal, el publica en italià, dedicat aquesta volta a Felip II.
Res més se sap dels darrers anys de la seva vida, i és comunament acceptat que mor a Roma en 1588, poc abans de l'edició en llatí de la seva obra anatòmica, publicada per Michele Colombo, fill del seu mestre. De tota manera, aquests 30 anys sense notícies semblen excessius, i és més possible que la seva mort ocorregués en els anys 60 del segle xvi.

## Aportació científica
Anatomista espanyol amb formació acadèmica i tècnica italiana, poc vinculat amb el moviment vesalià espanyol, fou un destacat deixeble de Realdo Colombo, de qui heretà coneixements, mètodes i una actitud crítica front a la infalibilitat de Vesal. Per tal motiu patí, en 1561, un atac de Vesal ridiculitzant els seus coneixements anatòmics.
El principal mèrit de la Historia de la composición del cuerpo humano fou la divulgació dels nous estudis d'anatomia de Vesal i Realdo Colombo, que Valverde completa i corregeix seguint les seves pròpies investigacions, amb importants aportacions anatòmiques: fou el primer que aporta referències precises de la circulació pulmonar o menor, el primer anatomista que descriu de forma correcta la musculatura oculomotriu i el trajecte intercranial de les caròtides, i en la seva obra es representa gràficament per primera volta l'estrep, descrit primerament per Pere Ximeno (1549) i poc després per Lluís Collado (1555).

## Obra
- De animi et corporis sanitate tuenda libellus (1551). Publicada en 1552, aquesta obra és un Regimen Sanitatis, gènere de literatura mèdica de moda en la cort papal del segle xvi, que tracta sobre els principis per a mantenir-se saludable.[8][20][21]
- Historia de la composición del cuerpo humano (1554). Editada per primera volta en castellà en 1556,[22] en italià —Anatomia del corpo humano—,[23] en 1559 i en llatí —Anatome corporis humani— en 1589,[24][25] de les setze edicions que tingué. Estructura l'obra en 7 llibres, els dos primers sobre l'estructura corporal (ossos, lligaments i músculs), els tres següents sobre les cavitats orgàniques (abdomen, tòrax i crani) i els dos darrers sobre els conductes transmissors dels espèrits de la vida (venes, artèries i nervis), i acompanya l'estudi amb il·lustracions (quasi totes copiades del llibre De humani corporis fabrica de Vesal, però amb modificacions puntuals de contingut i de tècnica, utilitzant la calcografia per millorar la precisió del traç) que foren molt valorades i reimpreses en diverses ocasions.[26]